# Simpsonichthys suzarti
Simpsonichthys suzarti är en fiskart som beskrevs av Costa 2004. Simpsonichthys suzarti ingår i släktet Simpsonichthys och familjen Rivulidae. Inga underarter finns listade i Catalogue of Life.